# カール・リッター

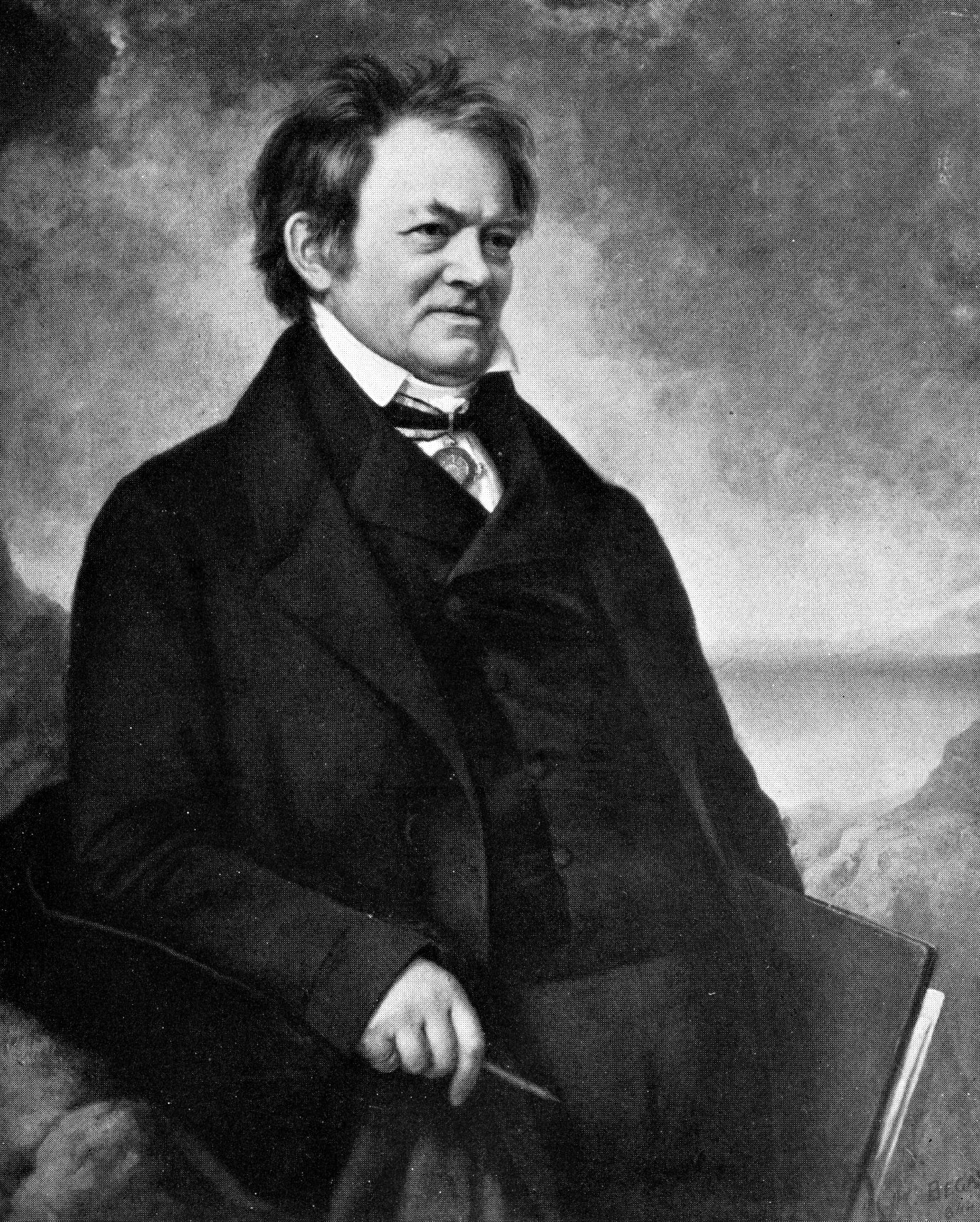
カール・リッター

カール・リッター（Carl Ritter, 1779年8月7日 - 1859年9月28日)は、ドイツの地理学者、教育家。近代科学としての地理学の方法論の確立につとめ、地理学に触れる上で欠かせない人物である。その業績は、同じドイツで博物学者として活躍したアレクサンダー・フォン・フンボルトと並び「近代地理学の父」と称えられている。

## 生涯
ドイツ・クヴェトリンブルクに当地の医者の三男として生まれた。4歳の時父親が死去、経済的な苦境に陥ったものの、著名な教育学者であるクリスティアン・ゴットヒルフ・ザルツマンが経営するシュネッフェンタール学園(en)に学費免除で入学することができた。既に地理学に興味を抱き、紹介されたフランクフルト・アム・マインの名家・ホールベルク家で家庭教師をしながら、1796年にハレ大学に進学した。進学後も引き続きホルベーク家での家庭教師が続き、絶大な信頼を得る。フランクフルトでの名家であったホルベーク家での信頼は、リッターを著名人に仕立てあげていった。また、この頃から教育学にも興味を抱き、スイスのヨハン・ハインリヒ・ペスタロッチを訪問。リッターの教育思想にも影響を与えた。この時代は、地理学のみならず地質学や博物学からも影響を受けた。近代地理学の父であるフンボルトに出会ったのも1807年にこのフランクフルト地である。1813年リッターが34歳になるまで当家で家庭教師を続けた。家庭教師の間、彼は地理学の研究にも勤しんでいた。
ホルベーク家の子どもも大きくなり、任期満了となったリッターは、ゲッティンゲン大学へ。ここでも地理学の研究に没頭し、当大学の時代にリッターの地理学者としての名声を高めた大著『地理学』を初めて発表。地表とその住民の関係を説いたその著作は、近代学問としての地理学の確立にも欠かせない存在である。以降没するまで版を重ね、全4巻となるはずだったこの大著はリッターの死去により第3巻までで終わってしまった。別の言葉で言えばリッターのライフワークだったともいえる著作である。
1819年には再びフランクフルトへ戻り当地で教師になったが、同年にはゲッティンゲンで知り合った16歳年下のリリー・クラマーと結婚。翌1820年にはベルリン大学から招聘があり、当地へ移る。以降没するまで当地で地理学を講じ、ドイツのみならず世界中にリッターの名を響かせた。ベルリン大学は、世界で初めての大学での地理学の講座がおかれた大学であり、専門的な地理学者の養成をする史上初めての講座である。リッターは、そこの初代教授になった。従ってリッターは歴史上初めての地理学教授の肩書きを持つ人物となる。リッターの講義は、ドイツのみならずフランスやロシアからも受講生が来て、その思想は各国に持ち帰られ、近代地理学の発展に多大な寄与となった。地理学者に必須の調査旅行は、フンボルトと比べると範囲は狭く「書斎地理学者」としての色合いが強いが、それでもリッターの訪問地はヨーロッパのほぼ全域に及んでいる。一方で『地理学』のメインにもなっているアジアへはほとんど行っておらず、彼の地理情報は図書館から得たものが大きい。
リッターは、1845年にイギリスの王立地理学会から金メダル（パトロンズ・メダル）を受賞した。また1852年、リッター70歳の時には地理学方法論にとって欠かすことのできない『一般比較地理序説』を著している。
高齢になるまで当地で地理学を講じていたが、1859年に病に伏し、9月28日に死去。80歳だった。折りしも同年5月にリッターとともに、近代地理学の確立につとめたフンボルトも死去している。